# Emilio de Villota
Pour les articles homonymes, voir Villota.
Emilio de Villota, né le 26 juillet 1946 à Madrid, est un ancien pilote de course espagnol.

## Biographie
Emilio de Villota s'essaie à presque toutes les catégories, du rallye aux courses de côte, en passant par les monoplaces, terminant vice-champion d'Espagne de tourisme en 1975 sur Ford Capri RS 2000. Il débute en Formule 1, dans le cadre du championnat Aurora, le championnat britannique de Formule 1 en 1976 au volant d'une Lyncar et finit le championnat à la seizième place. Il tente de se qualifier pour l'édition 1976 du Grand Prix d'Espagne comptant pour le championnat du monde de Formule 1, en vain. 
Il décide alors de continuer en Aurora AFX la saison suivante et décroche la cinquième place du championnat. Parallèlement, il retente sa chance en championnat du monde au volant d'une McLaren M23, engagée par l'écurie Iberia Airlines et réussit à arracher sa qualification, en 23e position. Il fait une bonne course, luttant pour la dixième place et finalement termine treizième. Il tente sa chance à sept autres reprises mais ne se qualifie que pour le Grand Prix d'Autriche. Il réalise le 26e et dernier temps des qualifications et fait une course anonyme avant un accident à quatre tours du but.
En 1978, il poursuit en championnat Aurora où il se classe troisième avec pour meilleur résultat deux secondes places à Oulton Park et à Snetterton. Il échoue à nouveau dans sa tentative de qualification en championnat du monde à l'occasion de son Grand Prix national. En 1979 il retente sa chance en championnat Aurora AFX mais échoue dans sa quête pour le titre (3e place au général), malgré quatre victoires (Thruxton, Zandvoort, Oulton Park et Nogaro). Il remporte enfin le titre l'année suivante au volant d'une Williams FW07 (33 points d'avance sur son poursuivant, Eliseo Salazar et cinq victoires (deux à Mallory Park, Monza, Brands Hatch et Silverstone). C'est également avec cette monoplace qu'il se qualifie pour le Grand Prix d'Espagne 1980. Si le Grand Prix est boycotté par les écuries à la suite du conflit FISA-FOCA, de Villota n'a aucun regret puisqu'il abandonne. 
En 1981, le championnat Aurora disparaît provisoirement et Emilio trouve un volant dans les courses d'endurance où il fait équipe avec Guy Edwards. Avec leur Lola T600, ils remportent deux succès à Enna-Pergusa et Brands Hatch. Cela lui permet de faire son retour en F1, chez March pour 5 courses. Emilio ne parvient pas à se qualifier une seule fois. Sa carrière en Formule 1 se termine à l'occasion du Grand Prix des Pays-Bas 1982 où il rate sa pré-qualification à plus de sept secondes de la pole de René Arnoux. En 1983 il devient champion d'Espagne tourisme Production. On le verra ensuite en Groupe C au volant d'une Porsche aux côtés de Fermín Vélez jusqu'en 1986, année où il mettra un terme à sa carrière. 
De Villota possède une école de course et dirige une équipe dans le championnat d'Espagne de Formule 3 sous le nom D'EmilioDeVillota.com. Son fils Emilio de Villota Jr. et sa fille María de Villota (1980-2013) sont également des pilotes de course.

## Résultats en championnat du monde de Formule 1
| Saison | Écurie                  | Châssis       | Moteur  | Pneus    | GP disputés | Points inscrits | Classement |
| ------ | ----------------------- | ------------- | ------- | -------- | ----------- | --------------- | ---------- |
| 1976   | RAM Racing              | Brabham BT44B | Ford V8 | Goodyear | 0           | 0               | n.c.       |
| 1977   | Iberia Airlines         | McLaren M23   | Ford V8 | Goodyear | 2           | 0               | n.c.       |
| 1978   | Centro Aseguredor F1    | McLaren M23   | Ford V8 | Goodyear | 0           | 0               | n.c.       |
| 1981   | Équipe Banco Occidental | Williams FW07 | Ford V8 | Michelin | 0           | 0               | n.c.       |
| 1982   | LBT Team March          | March 821     | Ford V8 | Pirelli  | 0           | 0               | n.c.       |

## Résultats aux 24 Heures du Mans
| Année | Voiture     | Équipe                | Équipiers                    | Résultat |
| ----- | ----------- | --------------------- | ---------------------------- | -------- |
| 1986  | Porsche 956 | Danone Porsche España | George Fouché / Fermín Vélez | 4e       |

## Autres résultats d'endurance
- 1981: 6 Heures de Pergusa (XXe Coppa Florio), sur Lola T600 avec Guy Edwards;
- 1981: 1 000 kilomètres de Brands Hatch, sur Lola T600 avec Guy Edwards.

(Nota Bene: également troisième des 1 000 kilomètres du Nürburgring en 1986, avec Fermín Vélez, et deuxième des 4 Heures de Jarama en 1972.)